# Thiên đường lạc lối
Kung Aagawin Mo ang Langit (Tên tiếng Anh: Losing Heaven, tên tiếng Việt: Thiên đường lạc lối) là bộ Phim truyền hình Philippines được công chiếu trên đài GMA Network năm 2011. Phim có sự tham gia của Carla Abellana, Michelle Madrigal và Mike Tan.

## Nội dung
Ellery (Carla) và Bridgitte (Michelle) là hai cô gái chơi rất thân từ lúc nhỏ. Khi bố mẹ Bridgitte mất, cô đã được gia đình Ellery đón về chăm sóc. Tình bạn giữa hai cô gái ngày càng thân thiết dẫu cách biệt về tầng lớp xã hội. Tưởng chừng như không có điều gì có thể xen vào giữa họ, nhưng đến một ngày, tình yêu khiến Bridgitte thay đổi. Cô đắm chìm vào tình yêu sét đánh khi chạm mặt chàng điển trai Jonas trong một bữa tiệc. Trớ trêu thay, sự quan tâm của Jonas (Mike) lại chỉ hướng về Ellery. Bình thường tỏ ra vun vén cho tình yêu của bạn, nhưng Bridgitte lại âm thầm nuôi lòng đố kỵ từ đó.
Nhưng bỗng chốc, nụ cười vụt tắt trên môi Ellery khi cô phát hiện mình không thể làm mẹ. Hi vọng mở ra với đứa con thụ tinh trong ống nghiệm cùng sự mang thai hộ của người bạn thân Bridgitte. Cứ tưởng hạnh phúc lại mỉm cười với Ellery, thế nhưng cô lại đột ngột rơi vào hôn mê sau một vụ tai nạn thảm khốc. Vốn thầm thương trộm nhớ Jonas, Bridgitte nhân cơ hội này bắt đầu thực hiện âm mưu. Tình yêu làm Bridgitte đánh mất hết lý trí. Quên đi tình bạn bao năm, quên cả ân tình của gia đình đã nuôi mình khôn lớn, cô chỉ còn biết đến việc phải giành lấy người mình yêu thương và cuộc sống mà cô mơ ước. Liệu thủ đoạn có đem lại cho Bridgitte những gì cô mong muốn?

## Diễn viên
Vai chính
- Carla Abellana, vai Ellery Martinez-Alejandro
- Michelle Madrigal, vai Bridgitte Samonte
- Mike Tan, vai Jonas Alejandro[2]

Vai phụ
- Ricky Davao, vai Delfin Martinez (bố Ellery & Bridgitte)
- Shamaine Centenera-Buencamino, vai Marissa Martinez (mẹ Ellery)
- Ces Quesada, vai Leila Samonte (dì Bridgitte)
- Kevin Santos, vai Lester Feliciano (bạn Jonas)
- Paolo Ballesteros, vai Aloha (bạn Bridgitte)
- Jan Marini, vai Sonia Tercero (bạn Ellery)
- Will Devaughn, vai Waldy Buenafe (bạn Ellery)
- Steph Henares, vai Janice Baluarte (bạn Ellery)
- Rochelle Barrameda, vai Cecile Samonte (mẹ Bridgitte)
- Frank Garcia, vai Donald Salvacion
- RJ Salvador, vai Aaron Samonte
- Elijah Alejo, vai Samantha Alejandro (con Jonas, Bridgitte mang thai hộ)
- Rich Asuncion, vai Nadia (bạn gái Lester)
- Frank Magalona, vai Atty. Enrico Fernandez (Luật sư)

Khách mời
- Dianne Hernandez, vai Jenna Quirante
- Candace Kucsulain, vai Monique Hilario
- Crispin Pineda, vai Dante Morales
- Ross Fernando, vai Jonas (nhỏ)
- Christopher de Leon, vai bố Jonas
- Andrea Torres, vai Justin

## Ca khúc nhạc phim
- Nasaan - Jessa Zaragoza

## Công chiếu quốc tế
- Việt Nam  TodayTV